# Браян Феерлі
Браян Феерлі (англ. Brian Fairlie; нар. 13 червня 1948) — колишній новозеландський тенісист.
Здобув 2 одиночні та 4 парні титули.
Найвищим досягненням на турнірах Великого шолома був півфінал в парному розряді.
Завершив кар'єру 1979 року.

## Фінали за кар'єру

### Одиночний розряд (2–4)
| Результат | W/L | Дата     | Турнір                   | Покриття   | Суперник    | Рахунок                 |
| --------- | --- | -------- | ------------------------ | ---------- | ----------- | ----------------------- |
| Перемога  | 1–0 | Січ 1973 | London WCT, Англія       | Тверде (i) | Марк Кокс   | 2–6, 6–2, 6–3, 6–4      |
| Поразка   | 1–1 | Лют 1973 | Кельн, Західна Німеччина | Килим (i)  | Ян Кодеш    | 1–6, 3–6, 1–6           |
| Поразка   | 1–2 | Січ 1975 | Окленд, Нова Зеландія    | Трава      | Онні Парун  | 6–4, 4–6, 4–6, 7–6, 4–6 |
| Поразка   | 1–3 | Бер 1975 | Лондон, Англія           | Килим (i)  | Марк Кокс   | 1–6, 5–7                |
| Поразка   | 1–4 | Гру 1975 | Окленд, Нова Зеландія    | Трава      | Онні Парун  | 2–6, 3–6, 6–4, 3–6      |
| Перемога  | 2–4 | Лис 1976 | Маніла, Філіппіни        | Тверде     | Рей Раффелз | 7–5, 6–7, 7–6           |

### Парний розряд (4–14)
| Результат | W/L  | Дата     | Турнір                  | Покриття   | Партнер          | Суперники                     | Рахунок                 |
| --------- | ---- | -------- | ----------------------- | ---------- | ---------------- | ----------------------------- | ----------------------- |
| Поразка   | 0–1  | Січ 1971 | Окленд, Нова Зеландія   | Трава      | Реймонд Мур      | Боб Кармайкл Рей Раффелз      | 3–6, 7–6, 4–6, 6–4, 3–6 |
| Поразка   | 0–2  | Вер 1972 | Лос-Анджелес, США       | Тверде     | Ісмаїл Ель-Шафей | Панчо Гонсалес Джиммі Коннорс | 3–6, 6–4, 6–7           |
| Поразка   | 0–3  | Жов 1972 | Alamo WCT, США          | Тверде     | Ісмаїл Ель-Шафей | Том Оккер Марті Ріссен        | 6–7, 4–6                |
| Поразка   | 0–4  | Лис 1972 | Гетеборг, Швеція        | Килим (i)  | Ісмаїл Ель-Шафей | Том Оккер Марті Ріссен        | 2–6, 6–7                |
| Поразка   | 0–5  | Бер 1973 | Чикаго, США             | Килим (i)  | Ісмаїл Ель-Шафей | Кен Роузволл Фред Столл       | 7–6, 4–6, 2–6           |
| Поразка   | 0–6  | Кві 1973 | Клівленд, США           | Килим (i)  | Ісмаїл Ель-Шафей | Кен Роузволл Фред Столл       | 2–6, 3–6                |
| Поразка   | 0–7  | Сер 1973 | Tanglewood, США         | Ґрунт      | Ісмаїл Ель-Шафей | Боб Кармайкл Фрю Макміллан    | 3–6, 4–6                |
| Перемога  | 1–7  | Кві 1974 | Сент-Луїс, США          | Ґрунт      | Ісмаїл Ель-Шафей | Джефф Мастерз Росс Кейс       | 7–6, 6–7, 7–6           |
| Поразка   | 1–8  | Січ 1975 | Окленд, Нова Зеландія   | Трава      | Онні Парун       | Боб Кармайкл Рей Раффелз      | 6–7, ret.               |
| Поразка   | 1–9  | Кві 1975 | Шарлотт, США            | Ґрунт      | Ісмаїл Ель-Шафей | Патрісіо Корнехо Хайме Фійоль | 3–6, 7–5, 4–6           |
| Поразка   | 1–10 | Бер 1976 | Мехіко, Мексика         | Ґрунт      | Ісмаїл Ель-Шафей | Браян Готтфрід Рауль Рамірес  | 4–6, 6–7                |
| Поразка   | 1–11 | Жов 1976 | Брисбен, Австралія      | Трава      | Ісмаїл Ель-Шафей | Сід Болл Кім Ворвік           | 4–6, 4–6                |
| Перемога  | 2–11 | Жов 1976 | Сідней, Австралія       | Тверде (i) | Ісмаїл Ель-Шафей | Сід Болл Кім Ворвік           | 7–5, 6–7, 7–6           |
| Поразка   | 2–12 | Лис 1976 | Токіо, Японія           | Ґрунт      | Ісмаїл Ель-Шафей | Боб Кармайкл Кен Роузволл     | 4–6, 4–6                |
| Перемога  | 3–12 | Лип 1977 | Ньюпорт, США            | Трава      | Ісмаїл Ель-Шафей | Тім Галліксон Том Галліксон   | 6–7, 6–3, 7–6           |
| Перемога  | 4–12 | Бер 1978 | Каїр, Єгипет            | Ґрунт      | Ісмаїл Ель-Шафей | Літо Альварес Джордж Гарді    | 6–3, 7–5, 6–2           |
| Поразка   | 4–13 | Лип 1978 | Мастерс Цинциннаті, США | Ґрунт      | Ісмаїл Ель-Шафей | Джін Меєр Рауль Рамірес       | 3–6, 3–6                |
| Поразка   | 4–14 | Сер 1978 | Новий Орлеан, США       | Килим (i)  | Ісмаїл Ель-Шафей | Ерік ван Діллен Дік Стоктон   | 6–7, 3–6                |